# Christuskirche (Ried im Innkreis)

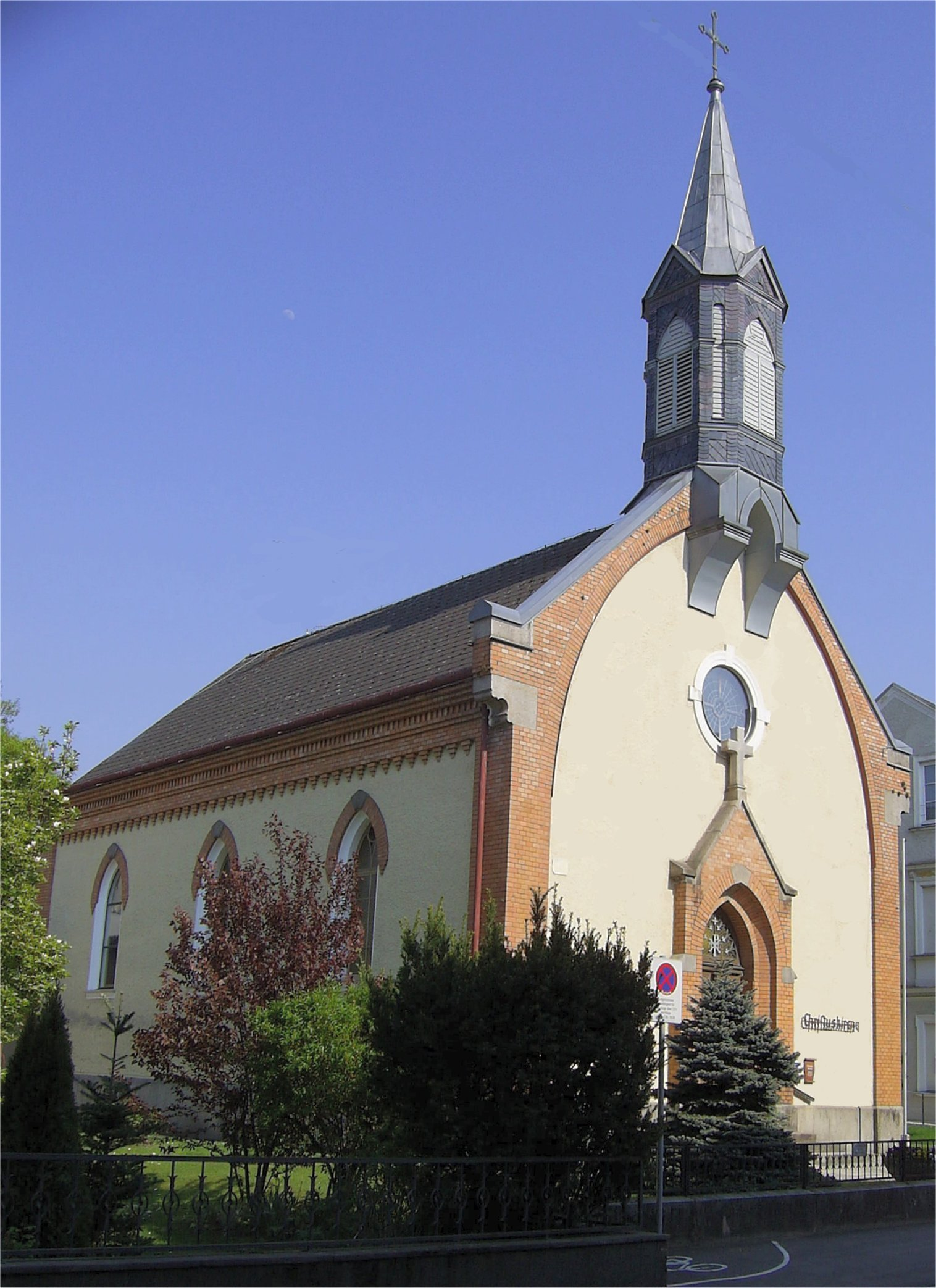
Christuskirche Ried

Die Christuskirche ist eine Pfarrkirche der Altkatholischen Kirche Österreichs und liegt wenige Schritte von der Innenstadt entfernt an der Bahnhofstraße von Ried im Innkreis. Sie wurde 1893 durch den Architekten Josef Prokopp (Wien) und den Baumeister Josef Furthner (Ried) erbaut.
Auffälligstes architektonisches Merkmal ist wegen der geringen Ausdehnung des Bauplatzes der Kirchturm, der als sogenannter Dachreiter die Kirche überragt. Darin sind vier Glocken angebracht, drei davon stammen noch aus der Heiligen-Geist-Kirche, die 1892 wegen Baufälligkeit abgerissen worden war.
Seit 1989 steht die Christuskirche unter Denkmalschutz.

## Geschichte

### Die altkatholische Pfarrkirche
Die Christuskirche steht auf dem ältesten bewohnten Boden von Ried. Das „erste Ried“ befand sich nicht im heutigen Stadtkern, sondern die erste Anlage ist im Bereich der inneren Bahnhofstraße zu finden. In mehreren Urkunden aus dem Anfang des 15. Jahrhunderts ist dort von einem alten Markt und einer alten Chirichstatt zu lesen.
Anfangs versammelte sich die altkatholische Gemeinde in der 300 Jahre alten Heiligen-Geist-Kirche, die sie von der Stadtgemeinde gegen einen jährlichen Mietzins zur Verfügung gestellt bekam. Nach der Sperre der Heiligen-Geist-Kirche im August 1892, wegen zunehmender Baufälligkeit, wurden die Gottesdienste eine Zeitlang im ehemaligen Kreisgerichtsgebäude bis zur Fertigstellung des neuen Kirchengebäudes gefeiert.
Der erste Spatenstich erfolgte am 24. April 1893, die Grundsteinlegung am 14. Mai und im gleichen Jahr, nämlich am 10. September, wurde die Kirche eingeweiht.
Zum Kirchenbau beigetragen haben in besonderer Weise: Franz Waginger (Schneidermeister in Ried), dem auch ein Gedenkbild (Relief) in der Kirche gewidmet ist; ferner die Familien Michael Leeb (Kaufmann in Ried); Karl Kögl (Goldschmied und Juwelier in Ried); Josef Huber (Hotelier); Engelbert Wetzelsberger (Kaufmann). Die Baukosten ohne Inneneinrichtung beliefen sich auf 17.000 fl.
Die Kirche hat einen Fassungsraum von ungefähr 400 Personen.

### Die altkatholische Kirchengemeinde Ried im Innkreis
Nach der Verkündung des Dogmas von der päpstlichen Unfehlbarkeit auf dem I. Vaticanum kam es bereits 1870 zu Protesten unter den Katholiken. Der politische Gemeinderat beschloss ebenfalls eine ablehnende Resolution, die so genannte „Döllinger-Adresse“, benannt nach Ignaz von Döllinger. Ab März 1872 wurden altkatholische Gottesdienste in der Stadt Ried gefeiert. Nach Verkündung der staatlichen Anerkennung der Altkatholischen Kirche Österreichs durch das k.k. Kultusministerium im Jahr 1877 wird im Schuljahr 1878/79 erstmals in Ried ein eigener altkatholischer Religionsunterricht angeboten.
Die Beschlüsse der (gesamtkirchlichen) zweiten Synode der österreichischen Altkatholiken im Jahr 1880 werden auch von der Kirchengemeinde Ried mitgetragen. So wird etwa der Zwang zur Ohrenbeichte abgeschafft und bereits damals die deutsche Sprache im Gottesdienst eingeführt. Ebenfalls seit 1880 sind auch verheiratete Priester zum Dienst in der altkatholischen Seelsorge und am Altar gestattet. Die Einsetzung des Pfarrers erfolgt nicht mehr durch Ernennung von „oben“, sondern durch Wahl von der Pfarrgemeinde.
Bis 1922 gehörten die Salzburger Altkatholiken zum Seelsorgebereich Ried, seitdem ist Salzburg eine eigene altkatholische Kirchengemeinde. Die Gottesdienste fanden dort anfangs im bekannten Marmorsaal statt, seit 1938 dient die St. Johannes-Nepomuk-Kapelle von Schloss Mirabell als Gottesdienststätte.
Zwischen den Kirchengemeinden Ried und Linz besteht insofern eine geschichtliche Verbindung, weil die Kirchengemeinde Linz vor der staatlichen Anerkennung im Jahr 1909 als eine innerkirchliche Filialgemeinde der Muttergemeinde Ried geführt wurde. Die Linzer Prunerstiftskirche ist darüber hinaus bis in die Zeit des Zweiten Weltkrieges durch die Pfarrer der Christuskirche mitbetreut worden.
Im September 2015 folgte erstmals in der Rieder Pfarrgeschichte auf den emeritierten Pfarrer eine Pfarrerin in das Seelsorgeamt. Der aus Wien (St. Salvator) angereiste altkatholische Bischof von Österreich John Okoro hatte der Diakonin Elisabeth Steinegger im Rahmen eines Festgottesdienstes in der Christuskirche das Sakrament der Priesterweihe gespendet.

## Ausstattung

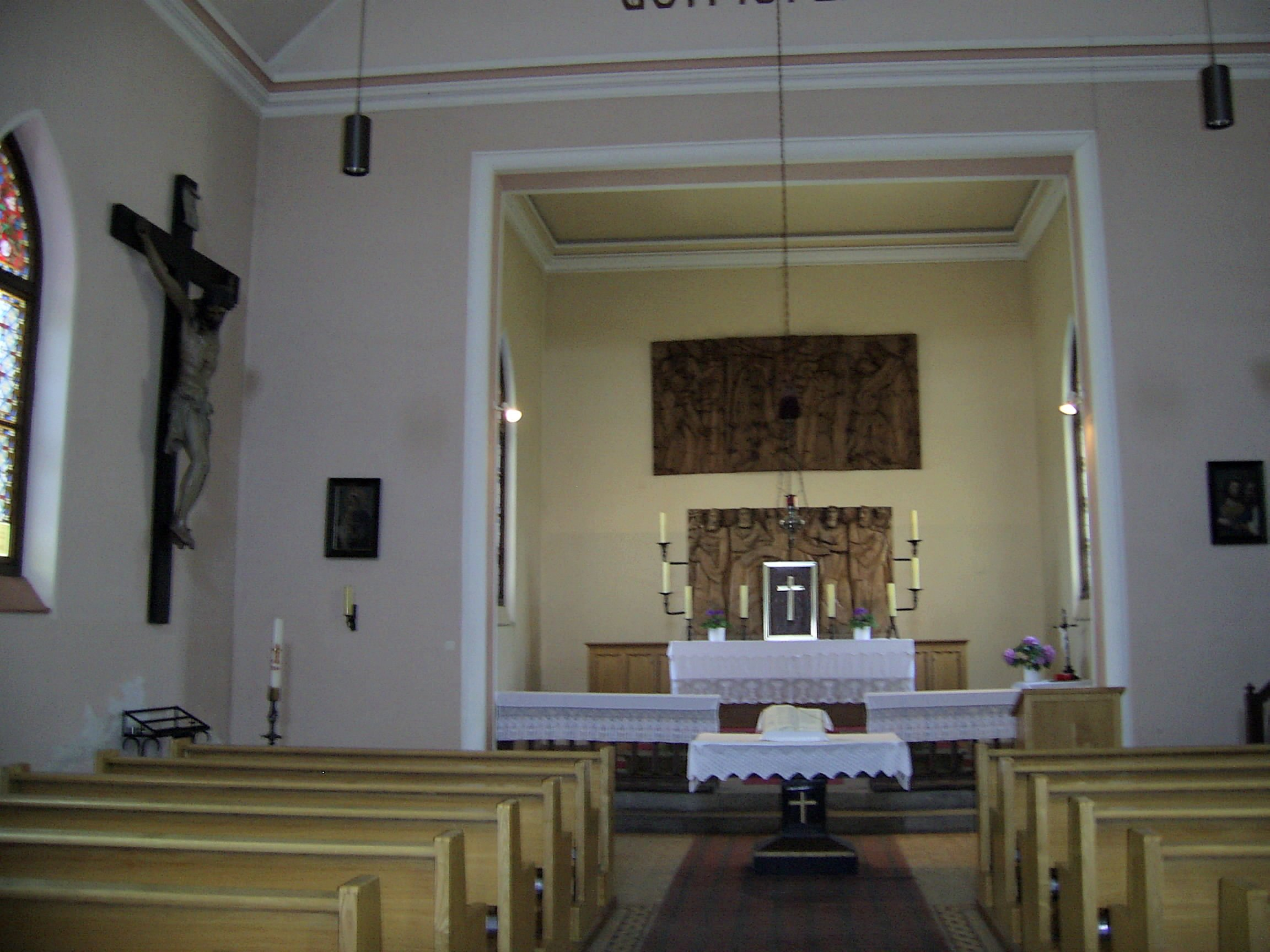
Innenansicht

Betritt man die Kirche über einen kleinen Vorraum, so fallen einen sofort die Reliefs von Prof. Bernhard Prähauser auf. Sie zieren den Altarraumkommt (ein Triptychon, welches das Thema „Söhne“ zum Inhalt hat: links, das Opfer Abrahams; Mitte, Jesu Kreuzigung und rechts, der verlorene Sohn) und auf dem Hochaltartisch die vier Evangelisten. Weiters befinden sich an den Wänden 4 große Reliefs (links vorne) die Geburt Jesu (links hinten) die Taufe Jesu im Jordan; (rechts vorne) die Emausjünger mit Jesus beim Brotbrechen und (rechts hinten) der Einzug in Jerusalem. Mit Ausnahme der vier Evangelisten, stammen die weiteren Reliefs aus der Kirche Wien XV und kamen 2003 nach Ried. Die Reliefs tragen die Initialen von Bernhard Prähauser und wurden um die Mitte des 20. Jahrhunderts geschaffen. Erst im weiteren Verlauf betritt man den Kirchenraum.
Das Kreuz links neben dem Altarraum ist ein Blickfang, dem sich kein Besucher beim Betreten des Kirchraumes entziehen kann. Es schmückt einen überlebensgroßen geschnitzten Holzchristus, eine Spende des deutschen Bischofs Joseph Hubert Reinkens (Bonn am Rhein). Die ausgebreiteten Arme und die durchbohrten Hände strecken sich den Kirchenbesuchern, allen Mühseligen und Beladenen einladend entgegen. Kanzel und Chor sind solide Holzarbeiten des Karl Vitale.
Außer den beiden Bleiglasfenstern des Presbyteriums hat die Kirche unter andern noch zwei Fenster des Kirchenschiffes in schöner Glasmalerei.
Der Wehrschild, ein aus schwarzen, weißlichen und gelben Nägeln bestehendes Eisernes Kreuz, eine Erinnerung an den Ersten Weltkrieg, der sich bis zum Einbau der Orgel in mittleren Teil der Chorbrüstung befand, kann im Gemeinderaum, wo er seine Aufhängung fand, besichtigt werden. Vorne an der linken Kirchenschiffswand befindet sich ein sehr schönes Bild von Maria mit dem Jesu Kind, welches von Alois Rauch, eines akademischen Malers, der im Jahre 1917 in Italien gefallenen ist, stammt.
2003 bekam die Kirche eine Orgel, sie wurde aus der Konvikts Kapelle „St. Josef“ in Ried in die Christuskirchen überstellt.

## Gottesdienste
Neben den altkatholischen Gottesdiensten wird die Christuskirche auch von der evangelischen Gemeinde in Ried gerne genutzt. Die Verbindung zur evangelischen Kirche hat Bestand und Tradition, und es wird ein gutes Einvernehmen gepflegt. Hier finden auch regelmäßig Ökumenische Gottesdienste statt.